# Bevrijding van Colmont

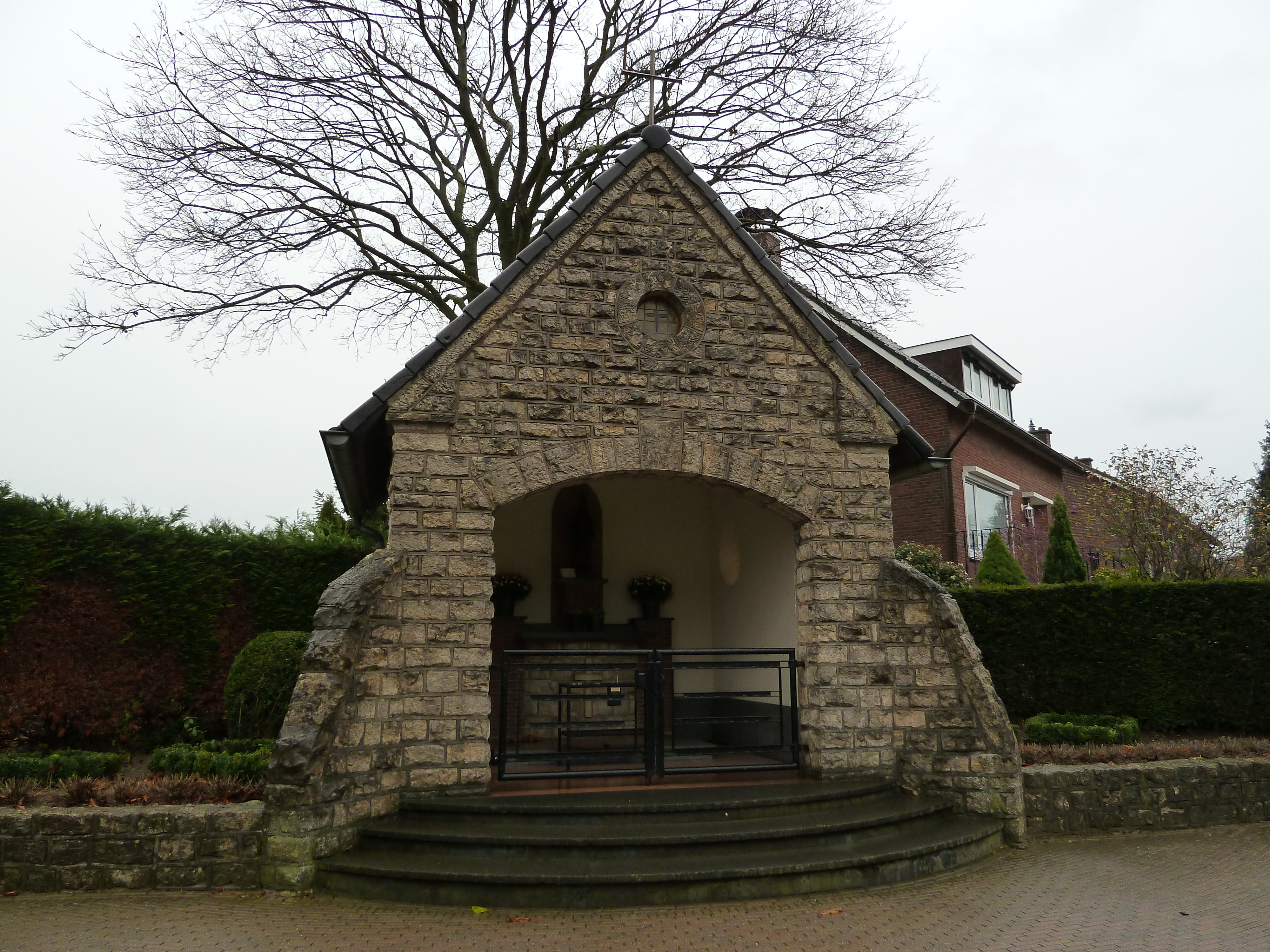
Kapel in Colmont, opgericht ter herdenking van de bevrijding.

De bevrijding van Colmont in de Tweede Wereldoorlog vond plaats op zaterdag 16 september 1944, op het feest van de H.Cornelius. Buurtschap Colmont werd zonder verlies van mensenlevens bevrijd van de Duitse bezetting. Uit dankbaarheid werd in 1946 een kapel plechtig ingewijd: de Sint-Corneliuskapel.

## Verloop van de bevrijding
Enkele dagen voor de komst van de geallieerden troffen de Duitsers nog voorbereidingen. Op 8 september arriveerden enkele hongerige soldaten in Colmont, die zich terug hadden moeten trekken van een eerder gevecht. Zij gingen in de stad op zoek naar levensmiddelen. Op zondag 10 september, tijdens de Hoogmis te Ubachsberg, probeerden de Duitsers mannelijke kerkbezoekers te rekruteren bij de hoofdingang van de kerk voor het verrichten van zogenaamde schanswerkzaamheden. Velen konden via sacristie en kerkhof ontkomen.
Rond 12 september, de dag waarop de eerste geallieerde troepen bij Mesch/Noorbeek Nederlands grondgebied betraden, sloop een speciale eenheid vanuit deze sector tussen Elkenrade en Eyserheide door om Colmont alvast te verkennen. De soldaten van deze eenheid beseften dat de plaats door zijn ligging voor de vijand van grote waarde zou kunnen zijn voor het inrichten van een zogenaamde Egelstelling. De eenheid observeerde tevens het landschap. Ze kwamen een vermoedelijke onderduiker tegen, die hen in gebrekkig Engels vertelde dat over de weg achter hem de laatste uren geen vijandelijk voertuig was gepasseerd. Gedurende een lange pauze werd uitvoerig rapport uitgebracht aan Combat Command. Die laatste deelde mee dat een hele infanteriedivisie, de 29e infantry division bestaande uit dienstplichtigen uit de staat Ohio, naar het gebied zou worden gestuurd. Tegelijk werd een tankbataljon achter hen aangestuurd. Het Command gaf hen opdracht op dezelfde voet door te gaan, totdat zij een Duitse terugtochtroute hadden bereikt. Zij mochten een dergelijke weg niet oversteken.
Op 16 september, om 2 uur middags, verschenen de eerste Amerikaanse troepen te Colmont met tanks uit de richting Eyserheide en Elkenrade, terwijl de infanterie langs de Bronkweg naar beneden kwam. Toen de tanks in het dal waren aangekomen, namen zij de richting van het Colmonderbos en gingen verder tot in de Vrakelsberg. De meeste mensen zaten in de schuilkelder, omdat er al dagenlang permanent luchtalarm was.
Rond 12 uur kwamen de Amerikanen op de Kruishoeve, waar even tevoren nog vier Duitse soldaten verbleven, die men probeerde over te halen zich over te geven. De jongste ging hierop in, maar de rest probeerde te vluchten. Zij kwamen om toen ze op een landmijn trapten. Deze landmijn was een van vele die door de Duitsers waren neergelegd om de Amerikanen te hinderen. Dezen werden door bewoners van Colmont echter gewaarschuwd voor de mijnen, zodat zij deze onschadelijk konden maken. Enkele Duitse soldaten sneuvelden op de Vrakelen. Een Amerikaanse tanksoldaat sneuvelde bij de Kruishoeve. De bevrijders rukten op tot aan de laatste huizen van Colmont; de bewoners staken de vlaggen uit. De Amerikanen lieten deze echter weer intrekken, omdat de vijand anders kon zien hoever was opgerukt.